# Davey Turnhout

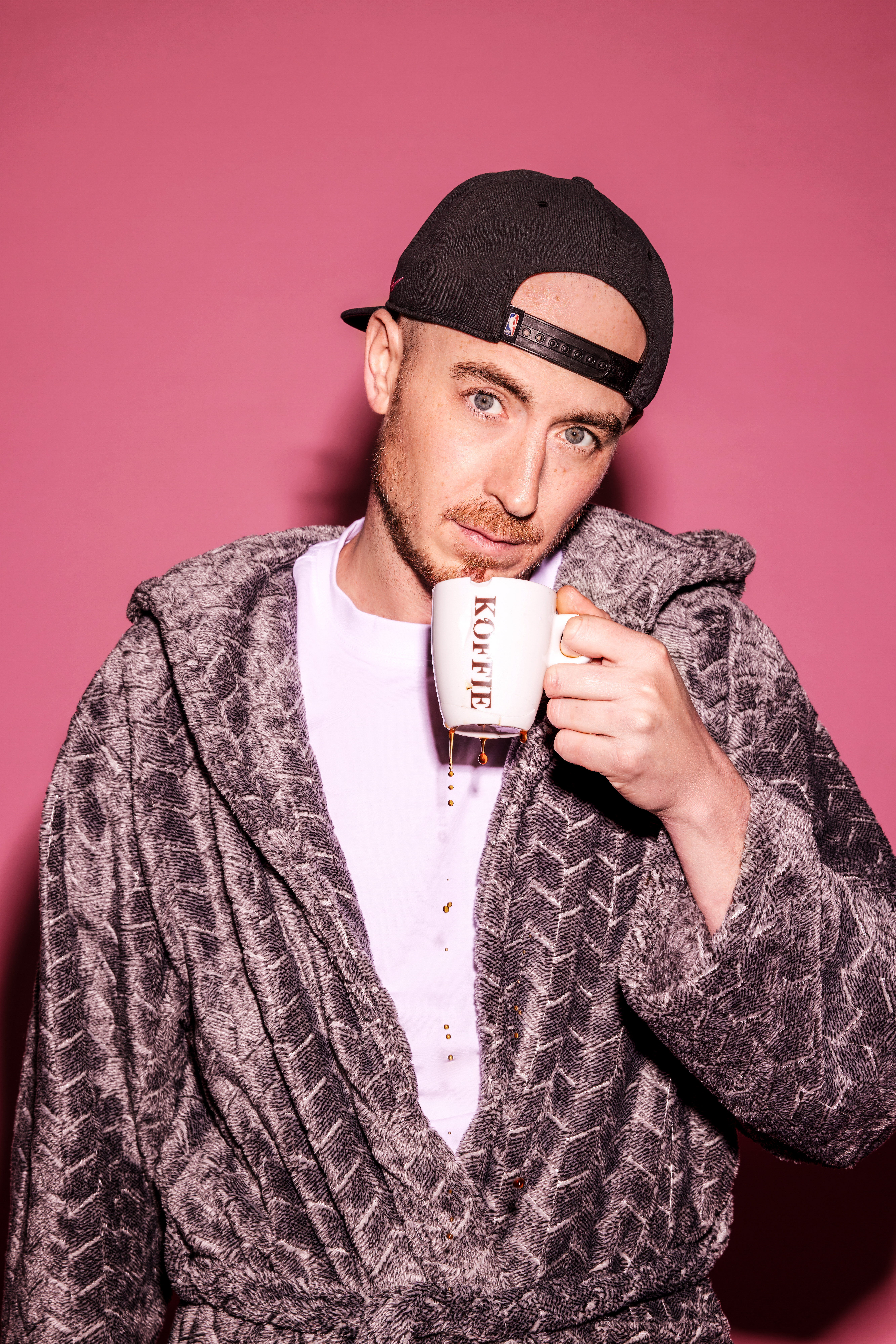
Posterbeeld Chaos

Davey Turnhout (Leiden, 4 november 1986) is een Nederlandse cabaretier en stand-upcomedian.
Turnhout won in 2019 de Juryprijs talent award van het Amsterdams Studenten Cabaret Festival en haalde de finales van Utrecht Cabaret Festival (2019). Turnhout is comedian bij Comedy Café en is lid van Knock Out Comedy Crew.
Hij treedt in 2024 op in diverse theaters in Nederland met zijn eerste solovoorstelling 'Niet Normaal Gelukkig'.
Januari 2025 ging zijn tweede show ' CHAOS' in première.  Een voorstelling waarin hij het taboe rondom seksueel misbruik probeert open te breken door over zijn eigen ervaring te spreken.
Een video die vooraf ging aan de première ging viraal op social media en zorgde dat Davey in verschillende media zijn verhaal kon doen en over zijn missie om slachtoffers van seksueel misbruik uit de schuld en schaamte te halen.
Turnhout was in het seizoen 2022-2023 te zien in Goede tijden, slechte tijden als zichzelf.
In 2024 was Turnhout wekelijks te horen op woensdagochtend in de ochtendshow van Radio Veronica. met een wekelijkse roast onder de naam ' Gehaktdag', waarin hij personen of gebeurtenissen uit het nieuws mocht aanpakken door middel van een roast.  

## Voorstellingen
- Niet Normaal Gelukkig
- Chaos